# わたしの宝物
『わたしの宝物』（わたしのたからもの）は、2024年10月17日から12月19日までフジテレビ系「木曜劇場」枠にて放送されたテレビドラマ。主演はフジテレビ系連続ドラマ初主演となる松本若菜。
TVerの2024年10 ｰ 12月番組再生ランキングで総合1位を獲得した。

## あらすじ
本作の主人公・神崎美羽は、優秀で人当たりの良い夫・神崎宏樹と結婚し、専業主婦として家庭に入った。周囲からは順風満帆のように思えたが、家庭内では美羽に暴言を吐いたり奴隷のように扱うなど、宏樹のモラハラに悩まされており、子どもが出来たら夫婦仲が修復されるのではないかと考えていた。そんなある日、中学時代の幼なじみである冬月稜と図書館で偶然再会する。宏樹とは違い優しく温厚な性格の冬月に惹かれていき次第に図書館に通うようになるが、他愛のないはなしをするだけで一線を越えることはなかった。しかし「暇だから子どもが欲しいのか」と発言した宏樹に無理に迫られたことに深く傷ついた美羽は放心状態で冬月の元へ向かい、一夜のみの関係を持ってしまう。妊娠を告げられた美羽が出生前診断を行うと、美羽に宿った子どもは宏樹との子どもではなく冬月との子どもだった。日本に帰ってくると約束したはずの冬月がアフリカで爆破テロに巻き込まれ死亡したニュースを見た美羽は、宏樹との子どもとして育てていく決意をする。

## キャスト

### 主要人物
神崎美羽（かんざき みわ）
演 - 松本若菜（中学時代：原田花埜）
主人公。専業主婦。かつてはバリバリ働いていたものの、苦渋の決断をし、仕事をやめて家庭に入った。文鳥を飼っている。旧姓は夏野。幼なじみであった冬月との間に長女の栞を授かり、夫・宏樹の子だと偽ったまま育てるが、托卵したことに徐々に罪悪感を感じ始める。
神崎宏樹（かんざき ひろき）
演 - 田中圭
美羽の夫で優秀な会社員。大手商社「三蔵物産」に勤務。人当たりがよく部下からも慕われている存在だが、外向きには理想の夫を演じる一方で、家庭では美羽にキツく当たり、モラハラまがいの発言を浴びせている。かつては美羽のことを愛していたが、仕事に忙殺されていく中で心がすれ違っていき、彼女に無関心になってしまった。
冬月稜（ふゆつき りょう)
演 - 深澤辰哉（中学時代：小山十輝）
美羽の中学生の頃の幼なじみ。フェアトレード会社の経営者。学生時代から美羽に想いを寄せていて、美羽が辛い思いをしていると必ず現れて寄り添う優しい性格。これまで一線を越えることはなかったが、美羽に起きたある出来事によって一夜だけ関係を持ってしまい、数奇な運命に巻き込まれる。

### 周辺人物
水木莉紗（みずき りさ）
演 - さとうほなみ
冬月が経営するフェアトレード会社で働く事業パートナーの女性。時にぶつかりながらも熱心に働いている。冬月に密かに思いを寄せている。それ故に彼の大切な人が知りたい為、不倫が許せなかった為に内緒で宏樹に嘘を吐いた形で美羽を呼び出し、彼女の話もろくに聞かず、罵声を浴びせ終いには開き直る彼女に水をかけるという暴行に及び、最終的には美羽から皮肉混じりの言葉を言われ、冬月からは怒鳴られる。会社がなくなった後は施設で働いている。
小森真琴（こもり まこと）
演 - 恒松祐里
美羽の親友で、会社員時代の後輩。4歳の息子を育てるシングルマザー。念願叶って雑貨屋「ねこやなぎ」をオープンさせ、一人で経営している。宏樹のことを「推し」と言うなど、憧れている。嘗て夫に不倫された経験がある。
夏野かずみ（なつの かずみ）
演 - 多岐川裕美
美羽の母。入院中。
浅岡忠行（あさおか ただゆき）
演 - 北村一輝
喫茶店「TOCA」のマスター。宏樹がとあるきっかけで訪れた。
下原健太
演 - 持田将史（s**t kingz）
冬月の会社の同僚。
殿山新之助
演 - 簡秀吉
「ねこやなぎ」のアルバイト。
篠崎亘、木下英二
演 - 川﨑健太、中山翔貴
宏樹の会社の部下。
辻村佳代子
演 - 松熊つる松
図書館スタッフ。
小森幸太
演 - 岩本樹起
真琴の息子。
真鍋修一
演 - 安井順平（第2話・第3話）
「三蔵物産」企業投資部 部長。宏樹にキツく当たるパワハラ上司。
下原隼人
演 - 西垣匠（第3話 - ）
健太の弟。

### ゲスト

#### 第1話
医師
演 - 正木佐和（第2話）
美羽を担当した産婦人科医。
子供たち
演 - 近江晃成（ハル）、竹内達麒、秋葉星
森のフリーマーケットを訪れた子供たち。
アナウンサー
声 - 新美有加（フジテレビアナウンサー）
アフリカ西部メビリノ共和国ジャイメロール中心部のショッピングモールで自爆テロがあり、20人以上が死亡したニュースを伝える。

#### 第2話
看護師
演 - 羊華（第3話）
美羽を担当した産婦人科の看護師。
メビリノ共和国の人たち
演 - Brandon R、Apollo、Beni、Magii
Feather of Hope Project(FHP)が巻き込まれた爆破テロ処理にあたるスタッフと警察官。
- 鈴木星那（第3話）

#### 第3話
宏樹の両親
演 - 石川武、角南範子

栞
演 - 五藤由埜（第4話 - 最終話）、伊東宗谷（第4話 - 最終話）、植木蒼斗（第4話 - 最終話）、平松大空（第4話 - 最終話）
美羽の娘。

#### 第6話
老夫婦
演 - 田上ひろし、小林千里
宏樹が栞を連れて訪れた喫茶店の店員。

#### 第7話
女性
演 - 宮崎ちはる
公園で美羽が遭遇した赤ん坊連れの女性。落としたぬいぐるみを美羽が拾ってあげた。
フロント
演 - 下込佳介
美羽が連泊したビジネスホテルのフロントマン。
女性
演 - 八田有美香
宏樹が依頼した「エンゼルシッター」のベビーシッター。

#### 第9話
山本
演 - 内藤聖羽
SYK総合法律事務所弁護士。

#### 最終話
リポーター、ゲスト
演 - 佐川葵唯（本人役）、ネイチャーバーガー（本人役）
2025年1月7日、美羽が早朝のリビングのテレビで観ている番組の出演者。

## スタッフ
- 脚本 - 市川貴幸
- 音楽 - 福廣秀一朗[26]
- 主題歌 - 野田愛実「明日」（avex trax）[27]
- 演出 - 三橋利行（FILM）、楢木野礼、林徹[7]、國武俊文（FILM）
- プロデュース - 三竿玲子
- 制作・著作 - フジテレビ[1]

## 放送日程
| 各話                                                                        | 放送日   | サブタイトル                                 | 演出     | 視聴率 |
| --------------------------------------------------------------------------- | -------- | -------------------------------------------- | -------- | ------ |
| 第1話                                                                       | 10月17日 | 大切な宝物を守るために、わたしは悪女になった | 三橋利行 | 5.1%   |
| 第2話                                                                       | 10月24日 | もう彼に会えない…妻の涙の覚悟と夫の事情      | 三橋利行 | 5.1%   |
| 第3話                                                                       | 10月31日 | 失ったはずの彼…再会は終わりの始まり…         | 楢木野礼 | 3.7%   |
| 第4話                                                                       | 11月07日 | 最愛の彼が生きていた…罪悪感と危険な遭遇      | 楢木野礼 | 4.7%   |
| 第5話                                                                       | 11月14日 | 手に入れた幸せとバレた嘘…修羅場が始まる      | 林徹     | 4.7%   |
| 第6話                                                                       | 11月21日 | 生まれ変わったら本当の親子になれるかな…      | 三橋利行 | 5.1%   |
| 第7話                                                                       | 11月28日 | 罪の代償…大切なもの全てが失われていく…       | 林徹     | 5.1%   |
| 第8話                                                                       | 12月05日 | 秘密へたどり着く時…再び、修羅場が始まる      | 國武俊文 | 5.2%   |
| 第9話                                                                       | 12月12日 | 明かされた宝物の真実…その先にあるのは…       | 三橋利行 | 5.4%   |
| 最終話                                                                      | 12月19日 | 最終回!托卵から始まった物語の結末は…         | 三橋利行 | 5.8%   |
| 平均視聴率 5.0%（視聴率はビデオリサーチ調べ、関東地区・世帯・リアルタイム） |          |                                              |          |        |

- 初回は22時 - 23時9分の15分拡大放送[1]。

## オリジナルストーリー
『ぼくの宝物』のタイトルで本編最終話放送直後の12月19日22時54分からFODにて配信。冬月と美羽の中学時代を描く。

### キャスト（オリジナルストーリー）
- 冬月稜 - 深澤辰哉[39]（中学時代：小山十輝[39]）
- 中学時代の美羽 - 原田花埜[39]

### スタッフ（オリジナルストーリー）
- 脚本 - 井本智恵、市川貴幸[39]
- 演出 - 國武俊文[39]